# Kinoshita Yoshiaki
Yoshiaki Kinoshita (sinh ngày 12 tháng 6 năm 1990) là một cầu thủ bóng đá người Nhật Bản.

## Sự nghiệp câu lạc bộ
Yoshiaki Kinoshita đã từng chơi cho Tokushima Vortis và FC Osaka.